# Stuttgart Masters 2000 - Qualificazioni doppio
Le qualificazioni del doppio  dello  Stuttgart Masters 2000 sono state un torneo di tennis preliminare per accedere alla fase finale della manifestazione. I vincitori dell'ultimo turno sono entrati di diritto nel tabellone principale. In caso di ritiro di uno o più giocatori aventi diritto a questi sono subentrati i lucky loser, ossia i giocatori che hanno perso nell'ultimo turno ma che avevano una classifica più alta rispetto agli altri partecipanti che avevano comunque perso nel turno finale.
Le qualificazioni del doppio del torneo Stuttgart Masters 2000 prevedevano 4 coppie partecipanti di cui una è entrata nel tabellone principale.

## Teste di serie
1. Lucas Arnold Ker /  Daniel Orsanic (Qualificati)

1. Michael Hill /  David Macpherson (ultimo turno)

## Qualificati
1. Lucas Arnold Ker  /   Daniel Orsanic

## Tabellone

### Legenda
| - Q = Qualificato - WC = Wild card - LL = Lucky loser | - ALT = Alternate - SE = Special Exempt - PR = Protected Ranking | - w/o = Walkover - r = Ritirato - d = Squalificato |

|  | Primo turno | Primo turno                     | Primo turno                     | Primo turno | Primo turno |  |  | Ultimo turno | Ultimo turno                    | Ultimo turno                    | Ultimo turno | Ultimo turno |  |
|  |             |                                 |                                 |             |             |  |  |              |                                 |                                 |              |              |  |
|  | 1           | Lucas Arnold Ker Daniel Orsanic | Lucas Arnold Ker Daniel Orsanic | 6           | 6           |  |  |              |                                 |                                 |              |              |  |
|  |             | Karim Alami Gustavo Kuerten     | Karim Alami Gustavo Kuerten     | 1           | 1           |  |  | 1            | Lucas Arnold Ker Daniel Orsanic | Lucas Arnold Ker Daniel Orsanic | 7            | 6            |  |
|  | 2           | Michael Hill David Macpherson   | Michael Hill David Macpherson   | 6           | 6           |  |  | 2            | Michael Hill David Macpherson   | Michael Hill David Macpherson   | 64           | 2            |  |
|  |             | Marius Barnard Robbie Koenig    | Marius Barnard Robbie Koenig    | 4           | 4           |  |  |              |                                 |                                 |              |              |  |